# Bisdom St Davids
Het bisdom St Davids is een bisdom van de Kerk in Wales. De bisschopszetel is de kathedraal van St Davids.
De geschiedenis van het bisdom gaat terug tot in de 6e eeuw. Er zijn maar weinig bronnen beschikbaar over het bisdom in het eerste millennium na Christus. Het bisdom besloeg eerst alleen het graafschap Dyfed, om vervolgens nog toe te nemen in grootte. Tot 1852 had het bisdom parochies tot in het Engelse Herefordshire.

## Aartsdiakonaten
Het bisdom bestaat uit de volgende aartsdiakonaten:
- Cardigan
- Carmarthen
- St Davids